# Руденко Валентина Степанівна
Валенти́на Степа́нівна Руде́нко (нар. 7 грудня 1958 р., Прилуки, Чернігівська область) — українська державна та політична діячка, держслужбовець 1-го рангу, Заслужена діячка мистецтв України, радниця Президента України Віктора Ющенка, директорка програм Інституту «Стратегічні ініціативи», медіаексперт, викладачка дипломатичної академії при МЗС України.

## Біографія
Валентина Руденко народилася в м. Прилуки, Чернігівської обл.
1974 року стала переможницею Всесоюзного конкурсу шкільних творів «Моя Батьківщина» і мала публікацію в газеті «Комсомольська правда».

### Освіта
У 1975 р. закінчила українську середню школу № 7 м. Прилуки, з відзнакою.
У 1979 році вступила до Київського державного університету театру, кіно і телебачення ім. І. К. Карпенка-Карого за спеціальністю театрознавець, продюсер, і закінчила навчання в 1985 році.
1985—1987 — здобувачка Інституту мистецтвознавства ім. М. Рильського, Академії наук УРСР.
У 1991 р. закінчила Вищі курси сценаристів і кінорежисерів Держкіно СРСР у Москві. Навчалася в творчій майстерні Л. Гуревича, Е. Дубровського, Е. Рязанова та М. Михалкова.

### Творчість
У 1989 році створила авторський фільм «Без мене» («Київнаукфільм»), де була сценаристкою і режисеркою. Фільм отримав нагороди Всесоюзного і міжнародних кінофестивалів. Це стало першим міжнародним визнанням Валентини Руденко як кінематографіста.
У 1992 році отримала запрошення від німецької компанії ZDF для виробництва повнометражного авторського кінофільму «Гагарін, я Вас любила», де виступила сценаристом та режисером. Це був перший в історії України міжнародний творчий контракт, підписаний кінематографістами Незалежної України. Фільм отримав визнання як на Батьківщині, так і закордоном, зокрема, Гран-прі на МКФ в Крітеї (Франція, 1994 р.), Приз кінокритики МКФ в Ляйпцигу (ФРН, 1993 р.), Гран-прі МКФ авторського кіно в Мінську (Білорусь, 1995 р.).
У 1994 році створила авторський фільм «Мулен Руж» (виробництво «Інтерньюз Україна»), де була сценаристом та режисером. Отримала Приз за режисуру на МКФ у Кракові (Польща, 1995 р.), Нагорода екуменічного журі на МКФ в Локарно (Швейцарія, 1995 р.)

### Трудова діяльність
1975—1987 — працювала на посадах спеціаліста з обробки кіноплівки навчальної кіностудії, адміністратором кінознімальної групи, директором кінофільму.
1991—2000 — викладачка кафедри кінорежисури Київського національного університету театрального мистецтва ім. І. Карпенко-Карого.
У 1995 році Валентина Руденко разом з Олександром Роднянським займалася створенням першого українського загальнонаціонального каналу 1+1. Включно до 2005 року була одним із авторів бренду і ідейного наповнення телеканалу «1+1», незмінним керівником і автором PR-супроводу телеканалу та його команди зірок.
У період створення та розвитку «1+1» брала безпосередню участь у розробці контенту телеканалу, авторських проєктів та була автором та ведучою програми «Глухоманія» (1996—2000 рр.) та програми «Своє кіно» (2000—2002 рр.).
З 2002 по 2005 рік разом з Олександром Роднянським бере участь у створенні першого розважального телеканалу «СТС» (Росія). У 2004 році Валентина Руденко — піар-директорка холдингу «СТС — Медіа Inc.»
2005—2007 — радник Президента України. Керівник Головної комунікаційної служби Секретаріату Президента України.
2009—2010 — Заступниця Голови Секретаріату Президента України. Була одним із ключових менеджерів команди Президента Віктора Ющенка.
З 2010 р. — по т.ч. — радниця Президента України, строк повноважень якого завершився, В. А. Ющенка.

## Громадська діяльність
З 2009 по 2011 рр. — член Наглядової ради ДП "Національного культурно-мистецького та музейного комплексу «Мистецький Арсенал», з 2009 року по теперішній час — член опікунських рад кількох музеїв та національних парків
2010—2011 рр. — артдиректорка міжнародного кінофестивалю «Молодість» (40-й та 41-й кінофестиваль).
З березня 2014 по теперішній час — бере участь у благодійних проєктах допомоги Збройним силам України.

## Нагороди
У 1999 році Валентина Руденко стала лауреаткою фестивалю «Золота Фортуна» та отримала нагороду за найкращу програму («Глухоманія»).
У 2007 році отримала звання Заслуженого діяча мистецтв України.
У 2005, 2006, 2007, 2008, 2009 роках — Валентина Руденко ставала переможницею рейтингу «100 найвпливовіших жінок України» за версією журналу «Фокус».

## Цікаві факти
Група «Ундервуд» стала відомою завдяки композиції «Гагарин, я Вас любила — О», присвяченій першій людині у світі, котра здійснила космічний політ. Лідер групи Максим Кучеренко написав її під враженням від авторського фільму режисера та сценариста Валентини Руденко.